# Байгенчек
Байгенчек (кирг. Байгөнчөк) — село в Ак-Талинском районе Нарынской области Кыргызстана. Входит в состав Угутского аильного округа. Код СОАТЕ — 41704 210 840 02 0.

## География
Село расположено на юго-западе центральной части области, в долине реки Терек (приток Нарына), на расстоянии приблизительно 9 километров (по прямой) к северо-северо-западу (NNW) от села Баетово, административного центра района. Абсолютная высота — 1757 метров над уровнем моря.

## Население
| год     | 2009 | 2014 | 2015 |
| ------- | ---- | ---- | ---- |
| человек | 530  | 697  | 721  |